# Claude Langlois
Pour les articles homonymes, voir Langlois.
Claude Langlois, né le 18 juin 1937 à Puteaux (Seine) et mort le 26 mai 2024 à Vincennes, est un historien et sociologue français, spécialiste de l'histoire du catholicisme à l'époque contemporaine (XIXe et XXe siècles).

## Biographie
Agrégé d’histoire (1963), il soutient en 1971 une thèse de 3e cycle en histoire consacrée au diocèse de Vannes au cours du premier XIXe siècle.
En 1983, sa thèse d’État, dirigée par René Rémond à l’université Paris-X Nanterre, s’intitule « Le catholicisme au féminin. Les congrégations françaises à supérieure générale au 19e siècle ».
Claude Langlois fut professeur d'histoire à l'université de Rouen (en 1988), puis chercheur au CNRS, en 1991 (Groupe de recherches d'histoire : GRHIS-URA 1274). Il inaugure en 1993 la première chaire d'histoire et de sociologie du catholicisme contemporain à l'École pratique des hautes études, section des Sciences religieuses (Ve Section), dont il fut un temps le président. Il a fondé avec Régis Debray l'Institut européen en sciences des religions. Il travaille essentiellement sur la théologie morale et la spiritualité, notamment chez Thérèse de Lisieux.
Claude Langlois meurt le 26 mai 2024, à l’âge de 86 ans.

## Publications
- Le Diocèse de Vannes au XIXe siècle, Paris, Klinsieck, 1974
- Le Catholicisme au féminin. Les congrégations françaises à supérieure générale au XIXe siècle, Éd. du Cerf, 1984
- Les Dernières Paroles de Thérèse de Lisieux, Salvator, 2000
- Le Désir de sacerdoce chez Thérèse de Lisieux, Salvator, 2002
- Le Crime d'Onan, Belles Lettres, 2005
- Profession assistante sociale, Nouvelle cité, 2007
- Thérèse de Lisieux et Marie-Madeleine. La rivalité amoureuse, Ed. Jérôme Millon, 2009
- Le Continent théologique, Presses universitaires de Rennes (ISBN 978-2-7535-4913-5)
- On savait, mais quoi ? La pédophilie dans l'Église de la Révolution à nos jours, Seuil, 2020, 240 p.
- La femme du Seigneur - Madeleine Delbrêl en ses œuvres, Cerf, coll. « Histoire », 2022, 404 p. (ISBN 978-2-204-14804-7)
- Michel de Certeau avant « Certeau » : les apprentissages de l'écriture (1954-1968), Rennes, Presses universitaires de Rennes, 2022, 298 p.